# 罗伯托·费拉里 (体操运动员)
罗伯托·费拉里（義大利語：Roberto Ferrari，1890年12月8日—1954年9月27日），意大利前男子竞技体操运动员。他曾获得1920年夏季奥运会体操比赛男子团体全能金牌。他于1954年去世，享年63岁。